# 고정소수점
고정소수점(固定小數點, Fixed-point arithmetic)은 소수점을 사용하여 고정된 자리수의 소수를 나타내는 것이다. 한정된 메모리에서 부동소수점 방식보다 좁은 범위의 수만 나타낼 수 있다.

## 진법
컴퓨터에서는 이진법으로 고정소수점을 쓰며 십진법으로도 한다.

## 부동소수점과의 비교
부동소수점의 표현 방식은 (가수)×(밑수)(지수)의 형태에서 밑수 만이 고정되고 지수값을 서술하는 별도의 비트 영역을 할당 해 두는 방식이다. 이러한 방식은 숫자를 표현하는데에 있어서 일정한 유효숫자를 보장한다는 장점이 있다. 반면에 고정소수점 방식은 밑수 뿐 아니라 지수 값도 미리 결정 해 두고 사용하는 방식이다. 따라서 정수형 자료형을 기반으로 소수점을 표현할 수 있다. 연산 장치에 따라서 부동소수점을 지원하지 않는 경우에는 이러한 방식으로 소수점을 표현하여아 한다. 또한, 정수형 자료형의 연산은 부동소수점 자료형의 연산보다 빠르게 할 수 있다는 장점이 있다.
연산 절차 상으로는 부동소수점은 곱셈이 간편하고, 고정 소수점은 덧셈/뺄셈이 간편하다는 차이를 보인다.

## 같이 보기
- 부동소수점